# 曼德尼
曼德尼是南非的城鎮，位於該國東北部，由夸祖魯-納塔爾省負責管轄，距離斯坦格22公里，面積10.05平方公里，海拔高度139米，2001年人口3,944，人口密度每平方公里390人。